# Siem de Jong
Siem de Jong (wym. [ˈsim də ˈjɔŋ]; ur. 28 stycznia 1989 w Aigle) – holenderski piłkarz, występujący na pozycji pomocnika w holenderskim klubie sc Heerenveen. Starszy brat – Luuka.

## Kariera klubowa
Siem de Jong jest wychowankiem amatorskiego klubu DZC '68. W wieku dwunastu lat trafił do drużyny De Graafschap, od 2006 trenował w zespole Jong Ajax, a zawodową karierę rozpoczynał w 2007 roku w Ajaksie Amsterdam. Pierwszy mecz w jego barwach rozegrał przeciwko Dinamo Zagrzeb w rozgrywkach Pucharu UEFA. W Eredivisie zadebiutował 7 października podczas spotkania ze Spartą Rotterdam, kiedy to w 83. minucie zmienił Luisa Suáreza, a w 90. minucie ustalił wynik meczu na 2:2. Drugiego gola dla Ajaksu holenderski pomocnik strzelił w De Klassieker, czyli meczu amsterdamskiej drużyny z Feyenoordem, który również zakończył się remisem 2:2. W sezonie 2007/2008 de Jong rozegrał łącznie 21 ligowych pojedynków, a w trakcie rozgrywek przedłużył swój kontrakt z Ajaksem do 2013 roku. "Godenzonen" zajęli w tabeli Eredivisie drugie miejsce, jednak w barażach o awans do Ligi Mistrzów przegrali z FC Twente.
Przed rozpoczęciem rozgrywek 2008/2009 de Jong zmienił numer na koszulce na 22, wcześniej grał z numerem 38. Wystąpił w siedmiu sparingowych meczach przygotowujących do sezonu i strzelił jednego gola (w wygranym 7:0 meczu przeciwko drużynie Germanicus). Pierwsze spotkanie podczas ligowych rozgrywek rozegrał 28 września, kiedy to Marco van Basten wystawił go do składu na mecz z SBV Vitesse. 1 listopada de Jong zdobył bramkę w wygranym 2:0 pojedynku z Twente Enschede. Razem z Ajaksem Holender rywalizował również w Pucharze UEFA, z którego razem ze swoim zespołem został wyeliminowany w 1/8 finału przez Olympique Marsylia.
1 lipca 2014 został zawodnikiem Newcastle United. Z klubem z Tyneside pomocnik podpisał 6-letni kontrakt. W 2016 został wypożyczony do PSV Eindhoven.

## Kariera reprezentacyjna
De Jong ma za sobą występy w młodzieżowych reprezentacjach Holandii. Rozegrał sześć spotkań i strzelił dwa gole dla drużyny do lat 19, z którą brał udział między innymi w eliminacjach do Mistrzostw Europy 2008. 12 listopada 2007 roku Foppe de Haan po raz pierwszy powołał de Jonga do reprezentacji do lat 21. Holenderski zawodnik zadebiutował w niej 16 listopada podczas pojedynku z Macedonią, jednak nie został powoływany do kadry na kolejny mecz. 5 lutego 2008 roku Foppe de Haan poinformował jednak, że chciałby zabrać de Jonga na Igrzyska Olimpijskie w Pekinie i wkrótce gracz Ajaksu wystąpił w towarzyskim pojedynku z Włochami. Następnie doznał jednak kontuzji, która wykluczyła go z gry w meczu przeciwko Gruzji, a Foppe de Haan w jego miejsce powołał do reprezentacji Jonathana de Guzmána. Po wyleczeniu kontuzji de Jong powrócił do drużyny, jednak nie znalazł uznania w oczach trenera i nie wziął udziału w igrzyskach.